# Distriktsflickturneringen
Distriktsflickturneringen (Cup Kommunal) är Svenska Fotbollförbundets flicklagsturnering med distriktsförbundslag.

## Finaler
- 1982: Stockholm-Skåne 2-1
- 1983: Stockholm-Halland 2-0
- 1984: Småland-Västergötland 3-0
- 1985: Stockholm-Skåne 2-0
- 1986: Västergötland-Stockholm 4-3 efter förlängning
- 1987: Göteborg-Uppland 2-1
- 1988: Småland-Stockholm 3-1
- 1989: Skåne-Värmland 4-1
- 1990: Stockholm-Uppland 2-1
- 1991: Uppland-Småland 1-0
- 1992: Östergötland-Stockholm 2-0
- 1993: Ångermanland-Skåne 3-1
- 1994: Skåne-Dalarna 4-1
- 1995: Stockholm-Halland 0-0 efter förlängning, 4-3 efter straffar
- 1996: Skåne-Småland 3-1
- 1997: Västerbotten-Uppland 4-2
- 1998: Örebro Län-Skåne 4-3 efter straffar
- 1999: Värmland-Uppland 6-3 efter förlängning
- 2000: Skåne-Västergötland 3-1
- 2001: Västerbotten-Skåne 2-0
- 2002: Skåne-Västergötland 3-0
- 2003: Skåne-Örebro Län 6-0
- 2004: Skåne-Västergötland 2-0
- 2005: Stockholm-Småland 4-2
- 2006: Norrbotten-Dalarna 2-0
- 2007: Dalarna-Västergötland 1-0
- 2008: Skåne-Västergötland 5-4 efter straffar
- 2010: Uppland-Stockholm 1-0
- 2011: Skåne-Stockholm 3-2
- 2012: Västerbotten-Skåne 3-0
- 2013: Stockholm-Västerbotten 6-2
- 2014: Skåne-Stockholm 5-1